# مکتب کیوتو
مکتب کیوتو نامی است که بر روی یک جنبش فلسفی برخاسته از دانشگاه کیوتو گذاشته شده‌است. متفکران اصلی این مکتب همچون نیشیدا کیتارو، هاجیمه تانابه و کیجی نیشیتانی؛ به تلفیق فلسفهٔ غرب با آرای دینی و عرفانی حکمای آسیای شرقی به ویژه بودا و کنفوسیوس پرداختند؛ و از آن برای بازنگری در بینش‌های دینی و اخلاقی خاصّ فرهنگ شرق دور بهره گرفتند.

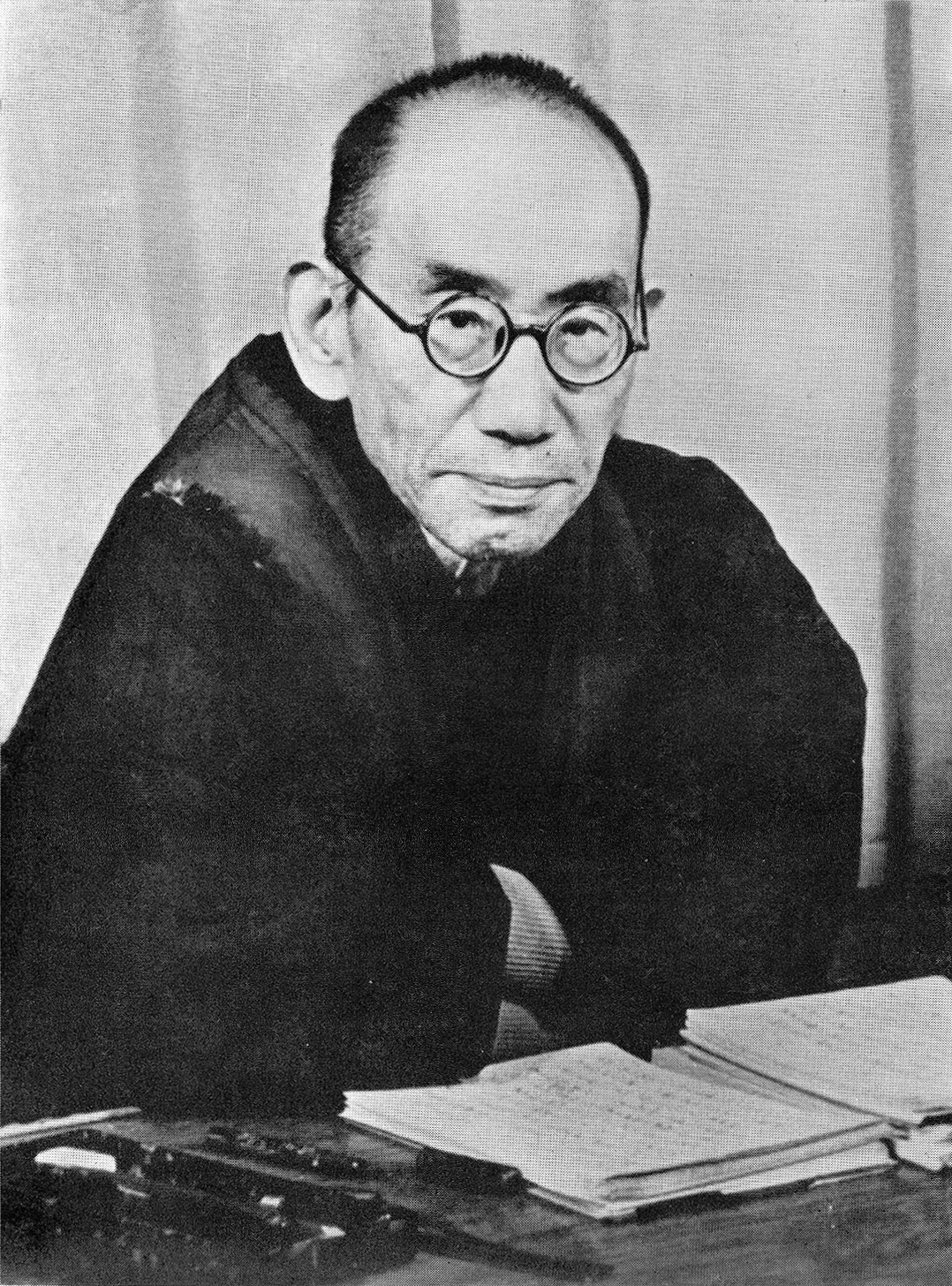
نیشیدا کیتارو در ۱۹۴۳

## تاریخچه و عقاید
عنوان این مکتب اولین بار توسط یکی از شاگردان نیشیدا کیتارو به نام توساکا جون در مقاله‌ای تحت عنوان «فلسفه مکتب کیوتو» در یکی از روزنامه‌های ژاپنی در ۱۹۳۲ به کار رفت. کیجی نیشیتانی بر این باور است که «مکتب کیوتو شیوه‌ای از فلسفه‌پردازی است نه نظام یکپارچه و منسجم تفکر». هرچند همه فیلسوفان این مکتب بودائیست بودند ولی هدف شان نه شرقی بود نه بودایی بلکه هدف آنان تأسیس فلسفه جهانی بود. نیشیدا و همکاران او در کیوتو اعتقاد داشتند که فلسفه اساساً نه غربی است نه شرقی.

### نیشیدا کیتارو
نیشیدا بانفوذترین و مهم‌ترین فیلسوف قرن بیستم ژاپن است. نیشدا کیتارو (۱۹۵۰–۱۸۷۰) در ۱۹ می۱۸۷۰ در روستای موری در حومهٔ شهر کانازاوا به دنیا آمد. خودش می‌گوید که «زندگی من دو نیمه داشت: نیمه اول صرف نگاه کردن به تخته‌سیاه شد و نیمة دوم صرف تدریس در مقابل تخته‌سیاه». مهم‌ترین کتاب او تحقیقی درباب خیر(۱۹۰۵) نام دارد. او در این کتاب فلسفه اروپایی را با اندیشهٔ آسیایی به ویژه تفکر ژاپنی درهم آمیخت و طرحی نو درانداخت. او شالودهٔ جدیدی برای فلسفهٔ ژاپن ریخت که در آن عناصر شبه دینی و عرفانی آسیایی از یک سو و عناصر عقل گرایانهٔ فلسفهٔ غربی از دیگر سو غنایی خاص به فلسفهٔ مکتب کیوتو بخشیدند. او بنیانگذار اولیه مکتب کیوتو است.
وی رسالهٔ خود را درباب «مفهوم علیت نزد هیوم» به پایان رساند. نظریات مهم فلسفی کیتارو در کتاب تحقیقی درباب خیر مطرح شده‌اند. نظریه تجربه و آگاهی، نظریه کلیات و منطق مکان، عدم مطلق و نظریه‌های سیاسی از جمله نظریاتی هستند که وی در این کتاب مطرح کرده‌است.
نیشیدا اساس معرفت‌شناسی فلسفه مدرن را به زیرسوال می‌برد. به زعم این فیلسوف ژاپنی در این معرفت‌شناسی تجربه(experience) امری فردی و ذهنی فرض شده‌است. او می‌گوید که تجربه در شکل اصیل و اولیه‌اش، تجربهٔ افرادی که مجهز به حواس و توانایی‌های ذهنی هستند تا با جهان بیرونی تماس برقرار کنند نیست، بلکه آن از سوژهٔ تجربه‌کننده و اوبژهٔ تجربه شده فراتر می‌رود و فرد برآیند آن است نه بالعکس. او در تحقیقی درباب خیر می‌نویسد که «لحظهٔ دیدن یک رنگ یا شنیدن یک صدا نه تنها مقدم بر این فکر است که رنگ یا صدا فعالیت یک شیء خارجی است بلکه همچنین مقدم بر این حکم است که رنگ یا صدا چیست». این همان «تجربهٔ ناب» است که نیشیدا از آن سخن می‌گوید. او در همین کتاب دربارهٔ این تجربهٔ ناب که با مدیتیشن به آن رسیده می‌نویسد: «وقتی شخص مستقیماً حالات آگاهی خودش را تجربه می‌کند دیگر نه سوژه‌ای هست نه اوبژه‌ای و معرفت و متعلق معرفت کاملاً با هم متحدند، این ناب‌ترین شکل تجربه‌است». بی شک او در بیان این دیدگاه تحت تأثیر بودائیسم است، چنان‌که او می‌نویسد که «در تفکر اصلی بودائیستی تأکید شده که نفس و عالم بنیاد مشترکی دارند یا به بیان دقیق‌تر، آنها یک چیز هستند»). می‌توان گفت که این همان مونیسم سنتی شرقی است که بر تجربه‌ای عرفانی مبتنی است.
به گمان این فیلسوف ژاپنی این تجربهٔ ناب نه تنها صورت اصلی هر تجربهٔ حسی و هر تجربهٔ عقلانی است بلکه صورت بنیادین واقعیت است. نیشیدا بر اساس همین تجربهٔ ناب خودآگاهی را نیز تبیین می‌کند. به عقیدهٔ او صورتی از آگاهی وجود دارد که باطناً در درون خودش به خودش می‌اندیشد یا خود را مثل آیینه در خودش منعکس می‌سازد. در این حالت بین آنکه می‌اندیشد و آنچه که اندیشیده می‌شود تمایزی وجود ندارد و بقول فیلسوفان اسلامی اتحاد عاقل و معقول رخ می‌دهد. به نظر او در خودآگاهی، تجربهٔ مستقیم و اندیشه متحد می‌شوند. نیشیدا با تحلیل خودآگاهی به مسئلهٔ کلیات نیز می‌پردازد. در فلسفهٔ غرب بین ذهن و عین شکاف هست و در فلسفهٔ دکارت این شکاف به اوج رسیده‌است. به سخن دیگر، ذهن از طریق تصورات جهان را در خود بازنمایی می‌کند و این امر منجر به مسئلهٔ غامض ثنویت(dualism) می‌شود. راه حل نیشیدا برای این ثنویت این است که بگوییم جهان خودش را در هر چیز همچون آیینه نشان می‌دهد، یعنی هرچه در جهان هست آیینه‌ای از جهان است. به این معنا این جهان است که از خودش آگاه است. هیچ راه برون رفتی از آن نیست. به نظر نیشیدا خودآگاهی فرد بازتاب کوچکی از جهان است. او با انتقاد از مفهوم جوهر و کلیات ارسطو که نقش اصلی را در آگاهی غربی ایفا می‌کنند معتقد است که در آگاهی مورد نظر او جایی برای کلیات وجود ندارد.
از دیگر نظریات مهم نیشیدا دیدگاه او درباب مفهوم عدم است. مفهوم «عدم» یکی دیگر از مفاهیم کلیدی فلسفهٔ نیشیداست. نیشیدا در اواخر عمرش نظریهٔ جدیدی تحت عنوان «جایگاه عدم مطلق» را مطرح کرد. جان کلام او در این نظریه این است که عدم نه غیاب خداست نه غیاب نفس بلکه غیاب کیفیت، تقسیم‌بندی یا مفهوم است. وی حتی از آن به عنوان «نفس بدون نفس» نیز یاد می‌کند. به عبارت دیگر، به نظر او ما چیز خاص یا وجود جزئی نیستیم بلکه ما همه چیز هستیم. به نظر نیشیدا آنچه غرب را از شرق متمایز می‌کند این است که غرب اساس واقعیت را «وجود» می‌داند و شرق اساس واقعیت را «عدم» می‌پندارد. مطلق بودن عدم به معنای فراتر بودن از هر نوع مفهوم و جهان و انسان است. نکته‌ای که در اینجا حائز اهمیت است این است که نیشیدا به هیچ وجه شأن آنتولوژیکی به مفهوم عدمِ مطلق قائل نیست و از این جهت با اندیشهٔ فیلسوفان غربی و اسلامی تفاوت بنیادی دارد. عدم به نظر وی شیوهٔ بیان نفی نفس است تا از این طریق نفس خودش را به روی خودِ حقیقی‌اش بازکند. استفاده از مفهوم عدم در ژاپن امری رایج است و در نزد فیلسوفان دیگر مکتب کیوتو نیز این مفهوم مطرح شده‌است. از آنجا که در بودائیسم مفهوم «هیچ یا عدم» از جمله مفاهیم اساسی این مکتب به‌شمار می‌آید باید بگوییم که این عبارت اشارهٔ تلویحی به مدیتیشن زِن دارد که در آن بر «هیچ» تأمل می‌شود و در آن دیگر نه روحی در کار است نه ذهنی. البته به نظر نیشیدا «نفی به معنای نفی عقلانی نیست بلکه تلاشی برای جلوگیری از سوژه پنداشتن خود(the self) در مقابل جهان اوبژه هاست».
نیشیدا واقعیت را نیز از سنخ عدم می‌داند. خود واقعیت را «عدم مطلق» پنداشتن به معنای آن است که واقعیت در معرض دیالکتیک وجود و ناوجود است. به عبارت دیگر، اینهمانی هرچیز وابسته به تناقض مطلق است. شکی وجود ندارد که نیشیدا کاملاً با دیالکتیک هگل آشنا بوده و کتابهای او را خوانده‌است و مفهوم دیالکتیک را از هگل گرفته ولی معنای بودائیستی نه عقلانی به آن داده‌است. او می‌گوید که «همان‌طور که هگل بیان کرده واقعیت عبارت است از تناقض و هرچه عمیق‌تر به این تناقض می‌اندیشیم بیشتر به حقیقی بودن واقعیت پی می‌بریم».
اما این عدم مطلق را چگونه درک می‌کنیم؟ نیشیدا در پاسخ می‌گوید که مفهوم عدم نوعی «تصور نامتناهی» است که در اعماق روح مان آن را شهود می‌کنیم. او آن را به معنای واقعی کلمه یک اصل متافیزیکی می‌داند و از آن به «کلی کلیات» تعبیر می‌کند. منظور او از این کلیِ کلیات این است که این کلی سایر کلی‌های تفکرمان را نسبی و از مطلقیت ساقط می‌کند.

### تانابه هاجیمه
تانابه هاجیمه(۱۹۶۲–۱۸۸۵) در توکیو متولد شد. او در ۱۹۱۳ در دانشگاه سلطنتی توهوکو فلسفه خواند و در گروه علوم طبیعی به تدریس مشغول شد. او بر مسائل بنیادی علم متمرکز شد و اولین کتابش را دربارهٔ فلسفهٔ علم تحت عنوان علوم طبیعی امروزی در ۱۹۱۵ چاپ کرد. کتاب دوم او طرح کلی علوم نام دارد. اما مهم‌ترین کتاب او فلسفه به مثابه فرااندیشه‌است. تانابه در کتاب فلسفه به مثابه فرااندیشه ضمن فاصله‌گیری از اندیشه‌های نیشیدا، از یک طرف با اندیشه‌های شینران (۱۲۶۲–۱۱۷۳) سروکار دارد و از طرف دیگر با اندیشه‌های متفکران غربی مثل اکهارت، کانت، شلینگ، هگل و هایدگر مواجه می‌شود. همچنین او به جریان‌های فکری نوکانتی نیز توجه خاصی داشت. او با دعوت نیشیدا به عنوان استادیار در گروه فلسفه دانشگاه کیوتو مشغول به کار شد. تانابه بعد از بازنشستگی نیشیدا جانشین او شد.
همان‌طور که در فلسفه نیشدا مفهوم تجربه ناب مفهومی کلیدی بود، در فلسفهٔ تانابه نیز از مفاهیم کلیدی به‌شمار می‌آید. تانابه از همان ابتدا کارش مسیری متفاوت از مسیرِ نیشیدا را انتخاب کرد و دربارهٔ مفهوم تجربهٔ ناب نگاهی متفاوت دارد که بیشتر شبیه دیدگاه کانت است تا دیدگاه نیشیدا. او معتقد است که تجربهٔ ناب با این موضع کانتی سازگار است که معرفت صرفاً بازنمایی جهان عینی برای سوژهٔ مدرِک نیست بلکه وحدتی است که در آگاهی ساخته می‌شود.
آشنایی تانابه با مکتب ماربورگ و شناخت فلسفهٔ کانت باعث شد که عقاید کانتی را در فلسفهٔ خود هضم کند و در کتاب علوم طبیعی امروزی و کتاب طرح کلی علوم نگرشی کانتی اتخاذ نماید. برای مثال دربارهٔ آزادی اخلاقی نگرشی کانتی دارد. او همانند کانت می‌پذیرد که آزادی اخلاقی فاکتی داده شده نیست بلکه ایده‌آلی است که به جهان ارزش و نه جهان وجود تعلق دارد. اما نباید فراموش کرد که تانابه به هیچ وجه آزادی اراده را کاملاً به قلمرو ذهن فرو نمی‌کاهد او در پایان کتاب طرح کلی علوم می‌گوید «اگر روش علوم طبیعی را یگانه روش نگاه‌کردن به زندگی انسان قبول کنیم آن وقت دین به توهم، اخلاق به سودمندی و هنر به مکانیسمی برای لذت بردن از غرایز طبیعی تبدیل می‌شود».
تانابه بعد از مدتی از تفکر کانتی و نوکانتی دور شد و به سمت فلسفه‌های ایده آلیستی فیشته و هگل روی آورد؛ لذا مفهوم میانجی مطلق را تحت تأثیر هگل مطرح کرد. تانابه فلسفه را به عنوان علمی عقلانی که با وجود سروکار دارد رد می‌کند. مراد او از فرااندیشه (meta-noesis) حرکتی به ماورای اندیشة فلسفه سنتی و دین است. کار او نوعی ساختارشکنی در حیطه فلسفه و عقل فلسفی است و حتی از ما می‌خواهد که نفس‌مان را نیز مشمول ساختارشکنی قرار دهیم. ولی ساختارشکنی او ماهیتاً متفاوت از ساختارشکنی دریداست.
عدم مطلق یکی دیگر از مفاهیم مشترک در بین فیلسوفان مکتب کیوتو است و تانابه نیز نظراتی دربارهٔ این مفهوم دارد. تانابه تحت تأثیر هگل نگاهی دیالکتیکی به تاریخ دارد و از اینرو عدم مطلق تصویری از خدای یهودی– مسیحی است که وجود آن نوعی وحدت متعالی در تاریخ است. این مفهوم مفهومی عقلانی و ثابت هم نیست بلکه نوعی نیروی حیاتی(élan vital) پویاست که کل وجود را دربرگرفته‌است. ناگفته پیداست که تانابه علاوه بر هگل تحت تأثیر اندیشهٔ برگسون هم بوده‌است. تانابه تفسیر جدیدی از عدم مطلق ارائه می‌دهد که متفاوت از تفسیر نیشداست. همین تفسیر او را به طرح نظریهٔ منطق امر خاص سوق داده‌است. منطق امر خاص تانابه واکنشی به منطق مکان نیشدا بوده‌است. البته منطقی که تانابه از آن صحبت می‌کند منطق ارسطویی یا منطق ریاضی نیست بلکه می‌توان آن را منطق فرهنگی و اجتماعی نامید. او با منطق امر خاص خود می‌خواست موضع سیاسی خود را در مقابل حکومت ژاپن بیان کند. او یک فیلسوف سوسیال دموکرات بود که از فرهنگ بورژوازی انتقاد می‌کرد. به نظر او منطقِ موضوع و محمولی نتوانسته بین آگاهی و نهادهای اجتماعی که براندیشه فرد نفوذ زیادی دارند پلی ایجاد کند؛ لذا تانابه در ۱۹۳۴ مقاله‌ای تحت عنوان «منطق اگزیستانس اجتماعی» را منتشر ساخت. او در این منطق از جامعهٔ قوم محور (منظور دولت ژاپن وقت خودش) صحبت می‌کند که خودش و اذهان اعضای خودش را بسته‌است. با توجه به این موضوع او به این نتیجه رسید که «بین فرد انضمامی و زنده و جامعهٔ آرمانی بُعد دیگری وجود دارد که او آن را قلمرو امر خاص نامیده‌است». بنابراین می‌بینیم که فلسفهٔ تانابه نیز همانند فلسفهٔ نیشیدا دارای مفاهیم مشابهی مثل عدم، تجربه و غیره‌است ولو اینکه هر دو متفکر در روش تفسیر این مفاهیم اختلاف نظر دارند.

### نیشیتانی کیجی
نیشیتانی کیجی(۱۹۹۰–۱۹۰۰) در ایشیکاوا متولد شد. او در دانشگاه کیوتو فلسفه خواند و سپس در همان دانشگاه تدریس نمود. اولین کتاب او فلسفهٔ ذهنیت ابتدایی(۱۹۴۰) نام دارد. مراد او از ذهنیت کم و بیش همان معنای نفس و خودی(self) که در فلسفهٔ غرب رایج است ولی صفت ابندایی دربارهٔ ذهنیت به معنای چیزی متفاوت از صفت «بنیادی» است و لفظ «ابتدایی» به معنای ذهنیتی بدون قانون الهی یا ایمان است.
همچنین از مهم‌ترین آثار او می‌توان به غلبه بر پوچ انگاری، جهان و فرد، درباب بودانیسم و کتاب دین و عدم اشاره کرد. او در کتاب اخیرش یعنی دین و عدم کوشیده ثنویت رایج در فلسفهٔ غرب را با بودائیسم شرقی اصلاح کند.
اندیشه نیشیتانی شباهت زیادی به اندیشه‌های اگزیستانسیالیستی قرن بیستم مثل اندیشهٔ هایدگر دارد. وی بر خلاف نیشیدا و تانابه که به مجموعه‌ای از اندیشه و مفاهیم فلسفی توجه داشتند با مفاهیمی مثل ناامیدی، پوچ‌انگاری و نفی، فلسفهٔ خود را آغاز می‌کند؛ لذا همانند هایدگر نقطهٔ شروع فلسفه او وضعیت انسان در این جهان است. بدین جهت می‌بینیم که او در کتاب دین و عدم با مسائلی مثل معنای انسان، مرگ، تناهی و امکان بشر سروکار دارد.